# Percefleur bleuté
Diglossa caerulescens
Espèce
Synonymes
- Diglossopis caerulescens (protonyme)

Statut de conservation UICN

 LC  : Préoccupation mineure
Le Percefleur bleuté (Diglossa caerulescens) est une espèce de passereaux appartenant à la famille des Thraupidae.
Cet oiseau fréquente la moitié nord de la cordillère des Andes.